# Great Chishill
Great Chishill is een dorp in het Engelse graafschap Cambridgeshire. Het dorp ligt in het district South Cambridgeshire en telt ca. 560 inwoners.
800 meter ten oosten van de kerk in Great Chishill (opgedragen aan Swithin) bevindt zich het hoogste punt van Cambridgeshire, op 146 meter boven de zeespiegel.